# Tannenkamp (Wittmund)
Tannenkamp ist ein Weiler im  Willener Ortsteil Poggenkrug, der zur Stadt Wittmund gehört. Tannenkamp hat sechs Einwohner und grenzt an die Bundesstraße 210 und den nördlich gelegenen Wittmunder Wald.
Im Jahr 1921 wurde das Dorf gegründet, und noch im gleichen Jahr wurde es in den Ort Willen eingegliedert. 1945, nach dem Krieg, hat sich die Einwohnerzahl von 16 auf acht halbiert. Tannenkamp wurde zum Ortsteil von Poggenkrug. 
Die Gemeinde Willen, zu der Tannenkamp gehörte, wurde am 16. August 1972 nach Wittmund eingemeindet.
Bei Tannenkamp entspringt der Tannenkampsschloot.